# Копривница
Копривница је град у Хрватској и административни центар Копривничко-крижевачке жупаније. Према попису из 2021. у граду је живело 28.580 становника, а у самом насељу је живело 22.262 становника.

## Географија
Кроз град пролази истоимени поток по коме је Копривница и добила име. Смештена је 50 km југоисточно од Вараждина и 85 km североисточно од Загреба; надморска висина града је 149 m. Копривница је седиште Копривничко-крижевачке жупаније.

## Историја
Од 1356. године насеље испод утврђеног града има статус слободног и краљевског града. У вријеме борбе с Османлијама Копривница је била сједиште подравских јединица пограничне полиције. Године 1765. Марија Тереза је искључила град из војне управе, што је омогућило бржи економски развој Копривнице.
Године 1911. изграђена је пруга на исток, а 1938. године Копривница је жељезницом повезана с Вараждином.
Основана је 1935. године мармеладна фабрика браће Волф, након Другог свјетског рата главни погон за прехрамбену индустрију (Подравка).

## Срби у Копривници
Крајем 18. века у Копривници је отворио трговачку радњу Јаков Љубичић родом из Жегара, по повратку из Русије. Копривнички купац Тома Лацковић претплатио се 1803. године за чувену Стојковићеву књигу "Физика". Копривчанин Павел Решковац је 1814. године набавио преведену Фенелонову књигу о Телемаху. Вукову књигу "Ковчежић за историју, језик и обичаје Срба сва три закона"" купио је 1849. године у Копривници, Иван Ткалец бележник општински. Стеван Решковац из Копривнице је 1856. године платио да се излије једно звоно за сиромашну православну цркву у Вировитици.
Месни пароси у Копривници у првој половини 19. века били су калуђери из Лепавине. Када је Копривницу посетио пре 1833. године Јоаким Вујић путописац и књижевник српски, парох је био отац Генадије. Домаћин калуђер Генадије је живео са ђаком Симом, који му је служио. Копривница је тада по његовом опису краљевска варош у Крижевачком комитету, на обали реке Драве. Место има око 600 домова са 7.000 становника. Постоји српска православна црква и неколико српских трговачких кућа.
"Високоучени" учитељ Марковић је био 1828. године скупљач претплате за Волтерову књигу преведену са немачког превода на српски језик. Претплату су дали: парох Алексије Огњановић јеромонах манастира Лепавине, Игњатије Деметровић градски физикус (лекар), Георгије Лацковић магистратски асесор и школски надзиратељ. Марковић је себе представљао да је учитељ српског, немачког и хрватског језика. Године 1831. "благоразумни" Стефан Марковић српски учитељ је сада допринео изласку књиге "Свеславље или Пантеон", Јевте Поповића. Марковић је у младости био учитељ у Копривници, где је превео са немачког роман "Возарска дјевица" и објавио га у Карловцу. Он је после прешао у Кнежевину Србију где је постао министар а касније као пензионисани члан Совјета, умро у Бечу крајем 1864. године.
Почетком 20. века Копривница је град са 1974 дома, од којих су 11 српски. Од укупног броја становника 9649, њих 44 су православци Срби. Ту је српска православна црква грађена 1793. године, посвећена Сошествију (Силаску) Св. Духа (Духови). Под градску парохију потпада село Петеранац. По државном попису из 1900. године у граду и сеоској филијали је укупно 101 Србин. Заступство српске православне црквене општине је именовано: председник уједно и парох, калуђер Гедеон Барбарић јеромонах из манастира Лепавине. Православна парохија је шесте најниже платежне класе, има парохијски дом, али без земљишне сесије. На српском православном гробљу је најстарији споменик из 1794. године. Матице црквене су заведене 1801. године. Деца српска иду у градске комуналне школе где их уче римокатолици.

## Становништво
Површина Града је 90,94 km². Број насеља на подручју Града је 9. Копривница (насеље) има 23.955 становника.

## Попис 1991.
На попису становништва 1991. године, насељено место Копривница је имало 24.238 становника, следећег националног састава:
| Попис 1991.‍    | Попис 1991.‍  | Попис 1991.‍ | Попис 1991.‍ | Попис 1991.‍ |
| -------------- | ------------ | ----------- | ----------- | ----------- |
|                |              |             |             |             |
| Хрвати         | Хрвати       |             | 21.703      | 89,54%      |
| Срби           | Срби         |             | 879         | 3,62%       |
| Југословени    | Југословени  |             | 614         | 2,53%       |
| Албанци        | Албанци      |             | 77          | 0,31%       |
| Муслимани      | Муслимани    |             | 69          | 0,28%       |
| Словенци       | Словенци     |             | 53          | 0,21%       |
| Мађари         | Мађари       |             | 37          | 0,15%       |
| Црногорци      | Црногорци    |             | 34          | 0,14%       |
| Македонци      | Македонци    |             | 25          | 0,10%       |
| Чеси           | Чеси         |             | 13          | 0,05%       |
| Немци          | Немци        |             | 6           | 0,02%       |
| Словаци        | Словаци      |             | 6           | 0,02%       |
| Пољаци         | Пољаци       |             | 5           | 0,02%       |
| Бугари         | Бугари       |             | 4           | 0,01%       |
| Јевреји        | Јевреји      |             | 4           | 0,01%       |
| Русини         | Русини       |             | 2           | 0,00%       |
| Аустријанци    | Аустријанци  |             | 1           | 0,00%       |
| Грци           | Грци         |             | 1           | 0,00%       |
| Роми           | Роми         |             | 1           | 0,00%       |
| Украјинци      | Украјинци    |             | 1           | 0,00%       |
| остали         | остали       |             | 3           | 0,01%       |
| неопредељени   | неопредељени |             | 398         | 1,64%       |
| регион. опр.   | регион. опр. |             | 18          | 0,07%       |
| непознато      | непознато    |             | 284         | 1,17%       |
| укупно: 24.238 |              |             |             |             |

## Насељена места
Баковчица, Драгановец, Јагњедовец, Копривница, Куновец Брег, Река, Стариград, Херешин и Штаглинец.

## Управа
Градоначелник (2001—2005. и од 2005) је Звонимир Мршић члан СДП-а. Председник градског већа (од 2005): Иван Пал, члан ХСС-а. Грађани на непосредним изборима бирају чланове градског већа. На изборима 2005 СДП је добио 16, ХСС 5, а ХДЗ 3 одборника. Градско веће бира градоначелника, његове заменике и чланове поглаварства. Град у свом саставу има Месне одборе у којима грађани непосредно одлучују о својим комуналним проблемима.

## Економија
Економска основа је пољопривреда, сточарство, прехрамбена, фармацеутска, дрвна, папирна, кожна, метална индустрија и производња грађевинског материјала. На раскрсници је магистралних путева од Загреба и Вараждина према Вировитици и Осијеку и железничка раскрсница на прузи Будимпешта-Загреб и Вараждин-Осијек. Копривница је средиште овог дијела Подравине.

## Славни људи
| - Стјепан Бродарић - Балтазар Дворничић Напулу - Антун Партлец - Керубин Пехм - Леандер Брозовић - Томо Шестак - Фортунат Пинтарић - Ђуро Естер - Јосип Берута - Адам Жувић - Винко Чеси - Жарко Долинар - Мирко Лендвај - Иван Краљић | - Винко Вошицки - Стјепан Првчић - Томо Чиковић - Стјепан Павунић - Фрањо Хорватић - Јосип Варговић - Рудолф Хорват - Мира Колар Димитријевић - Драгутин Фелетар - Младен Павковић - Злата Бартл - Павле Гажи - Антун Немчић - Фрањо и Фран Галовић - Владимир Маланчец |

## Споменици и знаменитости
- Црква и Жупа Св. Николе Копривница (17. век)
- Црква и фрањевачки манастир Св. Антуна Падованског — (17. век)
- Црква Св. Марије (Мочиле) — (17. век)
- Тврђава Каменград (Стариград) (14.-15. век.)
- Оружарница, остаци тврђаве (ренесансна, 16. век.)
- Ренесансни трг (16. век. — Трг др. Леандера Брозовића)
- Барокни трг (17. век. — Зрински трг + Трг бана Јосипа Јелачића)
- Јеврејска синагога (19. век.)
- Православана црква посвећена Силаску Св. Духа (празнику Духови) (18. век.)
- Павиљон у парку и парк на месту тврђаве(19. век.)
- Стара градска већница (17/18. век. — данас зграда Музеја града Копривнице)
- Меморијално подручје холокауста „Даница“ (место концентрацијског логора „Даница")

## Образовање
- Дечји вртић „Тратинчица“
- Дечји вртић „Св. Јосипа“ — подружница Копривница
- Дечји вртић „Смијешак“
- ОШ „Антун Немчић Гостовински“
- ОШ „Браћа Радић“
- ОШ „Ђуро Естер“
- Гимназија „Фран Галовић“
- Средња школа
- Центар студија Копривница — Економски факултет Загреб

## Спорт
- ФК Славен Белупо
- ФК Копривница
- ЖРК Подравка
- КК Подравка

## Градови побратими
Никшић, Црна Гора